# 大久保薰
大久保薰（1972年12月24日—）是日本的男性作曲家及编曲家，大阪府出身。他主要因其在動畫音乐上的贡献而闻名。
在早期有和土屋亞有子參與合唱仙境傳說的主題曲「守候永恆的愛」

## 编曲作品
- 后天的方向
- 备长炭
- 彗星公主
- 初音岛II
- 光与水的女神
- 袖珍女侍小梅
- IGPX
- 女生爱女生
- 舞-HiME
- 舞-乙HiME
- 魔法老师
- 魔法咪路咪路
- School Days
- 草莓危机
- 战吼
- あかほり外道アワーらぶげ
- 帶著智慧型手機闖蕩異世界。

## 编曲给其他艺人作品
- Berryz工房
- Buono!
- ℃-ute
- CooRie
- 大谷育江
- 倖田来未
- 中原麻衣
- 栗林美奈实
- 茅原实里
- 早安少女组。
- 知念里奈
- 松田圣子
- V6
- 田村由香里
- 水谷优子
- 优魔王